# Кокс, Дэвид (статистик)
Сэр Дэвид Кокс (англ. David Roxbee Cox; 15 июля 1924, Бирмингем, Англия — 18 января 2022) — британо-английский статистик.
Член Лондонского королевского общества (1973), иностранный член Национальной академии наук США (1988) и Американского философского общества (1990).
Доктор философии (1949), профессор, экс-профессор статистики и почётный фелло оксфордского Наффилдского колледжа, трудился в Оксфорде с 1988 года.
Лауреат BBVA Foundation Frontiers of Knowledge Award (2016). Рыцарь-бакалавр (1985).

## Биография
Изучал математику в Кембридже (Колледж Святого Иоанна), получил степень доктора философии в Лидском университете в 1949 году.
В 1950-55 гг. ассистент-лектор Кембриджа.
В 1956—1966 гг. ридер, профессор статистики Биркбек-колледжа Лондонского университета. В 1966—1988 гг. профессор статистики Имперского колледжа Лондона, в 1969—1973 гг. возглавлял его кафедру математики. С 1988 года смотритель оксфордского Наффилдского колледжа, а также занял университетскую кафедру статистики, продолжив работать там[где?] и после выхода в отставку в 1994 году.
С 1966 по 1991 год редактор журнала «Biometrika».
Президент Королевского статистического общества с 1980 по 1982 год.
В 1995—1997 гг. президент Международного статистического института.
Являлся почетным членом более сорока университетов и научных обществ.
Внёс значительный вклад в математическую статистику и исследования случайных процессов. Его имя носит процесс Кокса. Автор многочисленных книг по статистике.
Его статья «Regression Models and Life Tables», вышедшая в 1972 году, стала второй по цитируемости статистической статьей в современной научной литературе (около 30 тыс. цитирований в Web of Science и 42 тыс. в Google Scholar). Под № 16 она вошла в список ста лучших научных работ всех времен по версии Nature (2014).

## Награды и премии
- 1961 — Серебряная медаль Гая[англ.]
- 1973 — Золотая медаль Гая[англ.]
- Weldon Memorial Prize[англ.] (1983)
- 1990 — Kettering Prize[англ.]
- Gold Medal for Cancer Research (1990)[7]
- 1992 — Премия Макса Планка
- 2005 — Медаль Джорджа Бокса[англ.]
- 2010 — Медаль Копли
- 2016 — International Prize in Statistics[англ.] (первое присуждение)
- 2016 — BBVA Foundation Frontiers of Knowledge Award[8]

## Основные публикации
- Planning of experiments (1958)
- Queues (Methuen, 1961). With Walter L. Smith
- The theory of stochastic processes (1965). With Hilton David Miller
- Analysis of binary data (1969). With Joyce Snell[англ.]
- Theoretical statistics (1974). With D. V. Hinkley
- Point processes (Chapman & Hall/CRC, 1980). With Valerie Isham[англ.]
- Applied statistics, principles and examples (Chapman & Hall/CRC, 1981). With Joyce Snell
- Analysis of survival data (Chapman & Hall/CRC, 1984). With David Oakes
- Asymptotic techniques for use in statistics. (1989) With Ole E. Barndorff-Nielsen[англ.]
- The collected works of John Tukey (Chapman & Hall/CRC, 1992). Editor.
- Inference and asymptotics (Chapman & Hall/CRC, 1994). With Ole E. Barndorff-Nielsen
- Multivariate dependencies, models, analysis and interpretation (Chapman & Hall, 1995). With Nanny Wermuth
- Time series models in econometrics, finance and others (Chapman & Hall/CRC, 1996). With D. V. Hinkley and Ole E. Barndorff-Nielsen (editors)
- The theory of design of experiments. (Chapman & Hall/CRC, 2000). With Nancy M. Reid.
- Complex stochastic systems (Chapman & Hall/CRC, 2000). With Ole E. Barndorff-Nielsen and Claudia Klüppelberg
- D. M. Titterington and D. R. Cox, ed (2001). Biometrika: One Hundred Years. Oxford University Press. ISBN 0-19-850993-6.
- Components of variance (Chapman & Hall/CRC, 2003). With P. J. Solomon
- Principles of Statistical Inference (Cambridge University Press, 2006). ISBN 978-0-521-68567-2

## Публикации на русском
- Кокс Д. Р., Льюис П. Статистический анализ последовательностей событий = The statistical analysis of series of events. / Пер. с англ. И. А. Маховой и В. В. Рыкова; под ред. Н. П. Бусленко. — М. : Мир, 1969. — 312 с. : черт.
- Кокс Д., Хинкли Д.[англ.] Теоретическая статистика. — М.: Мир, 1978. — 560 с. : ил.
- Кокс Д., Хинкли Д. Задачи по теоретической статистике с решениями = Problems and solutions in theoretical statistics. / Пер. с англ. Е. В. Чепурина; под ред. Ю. К. Беляева. — М. : Мир, 1981. — 225 с.